# 桂林德智外国语学校
桂林德智外国语学校（英语：Guilin DeZhi Foreign Languages School；缩写：GDFLS）创建于1937年，是一所位于广西壮族自治区桂林市秀峰区的公立初中，坐落在风景美丽的桃花江畔，是“百校工程”项目实验校，也是一所注重双语教学的现代化学校。此外，学校毗邻桂林师范高等专科学校甲山校区。

## 历史沿革
- 1940年，李宗仁的夫人郭德洁在桂林创办德智中学。
- 1944年秋，日军攻陷桂林，德智中学被迫迁往贵州遵义继续办学。
- 1945年，抗日战争胜利后，德智中学迁回桂林。
- 1949年，中华人民共和国成立后，德智中学结束办学。
- 1979年至1980年，德智中学所在地成为了桂林中学的校址。
- 1983年，桂林中学与桂林市第三中学的校址进行对换。
- 2002年，学校更名为桂林市外国语学校。
- 2005年5月，学校更名为桂林德智外国语学校（桂林市第三中学）。
- 2010年，与桂林市第十八中学联合办学[3]。